# Villars-et-Villenotte
Villars-et-Villenotte är en kommun i departementet Côte-d'Or i regionen Bourgogne-Franche-Comté i östra Frankrike. Kommunen ligger i kantonen Semur-en-Auxois som tillhör arrondissementet Montbard. År 2022 hade Villars-et-Villenotte 168 invånare.

## Befolkningsutveckling
Antalet invånare i kommunen Villars-et-Villenotte
Referens:INSEE